# Lucinda Williams (atletinja)
Lucinda Williams-Adams, ameriška atletinja, * 10. avgust 1937, Savannah, Georgia, ZDA.
Nastopila je na poletnih olimpijskih igrah v letih 1956 in 1960, ko je osvojila naslov olimpijske prvakinje v štafeti 4x100 m s svetovnim rekordom 44,4 s. Na panameriških igrah je leta 1959 osvojila zlate medalje v teku na 100 m, teku na 200 m in v štafeti 4x100 m.